# Esox aquitanicus
El lucio aquitánico (Esox aquitanicus) es una especie de pez actinopterigio de agua dulce. El adjetivo aquitanicus hace referencia a la región de Aquitania, en el suroeste de Francia donde la especie ha sido descrita.

## Morfología
La longitud máxima descrita es 41,6 cm en machos y 37,2 cm en hembras.

## Distribución y hábitat
Es un pez de agua dulce bentopelágico, que se distribuye por el sur de Francia en las cuencas fluviales de los ríos Charente, Dordoña, Eyre y Adour, posiblemente en otros ríos de la zona en los cuales haya desaparecido por la introducción invasiva del lucio común, con el que parece hibridar.